# Maria Sibylla Merian
Maria Sibylla Merian (Frankfurt am Main, 2 april 1647 – Amsterdam, 13 januari 1717) was een van oorsprong Duitse insecten- en bloemenschilderes en natuuronderzoekster die planten en insecten bestudeerde en daar gedetailleerde tekeningen van vervaardigde. Haar observaties en documentatie van de metamorfose van rupsen tot vlinders zijn een belangrijke, zij het niet algemeen bekende bijdrage aan de entomologie. Zij was voor zover bekend de eerste die de insecten tekende samen met de plant waarop ze gedijden. De vlindersoort meriansborstel is naar haar vernoemd.
Haar bekendste werk is het boek Metamorphosis insectorum Surinamensium met zestig gravures.

## Jeugd en huwelijk
Merian werd geboren in Frankfurt am Main als eerste kind uit het tweede huwelijk van kunstenaar en uitgever Matthäus Merian der Ältere en Johanna Sibylla Heim en groeide daar op. De familie was kosmopolitisch: haar vader was geboren in Bazel, haar moeder stamde uit een Waals predikantengezin. Ze had op jonge leeftijd, dertien jaar, al belangstelling voor insecten, vooral de metamorfose van rupsen tot vlinders, aanvankelijk zijderupsen. Zij kweekte de gedomesticeerde zijderupsen zelf op tot poppen en vlinders, maar vond andere vlinders mooier.
Nadat haar vader was overleden toen Merian vijf jaar oud was zetten haar broers Matthäus Merian de jonge en Caspar de uitgeverij voort. Haar moeder hertrouwde in 1651 met de Duitser Jacob Marrel, bekend om zijn bloemenschilderingen. Van hem leerde zij tekenen en etsen.
In 1665 trouwde Merian met de architectuurschilder Johann Andreas Graff. In 1667 kreeg zij haar eerste dochter Johanna Helena, en verhuisde het gezin naar Neurenberg. Ze ging daar teken- schilder en borduurles geven en handelde ook in de materialen. Hier begon ze ook allerlei rupsen te verzamelen en bestudeerde ze de levensloop van rupsen en vlinders. Ze was enthousiast over deze door slechts weinigen gewaardeerde dieren, waarvan men sinds Aristoteles dacht dat ze uit vuil en modder ontstonden, en hun metamorfose in vlinders. Merian kweekte rupsen om te zien welke vlinder er uit kwam. Ze maakte schetsen van details als het eierleggen, de verpopping en de voedselplanten. Dit alles legde ze vast in een 'studieboek'.

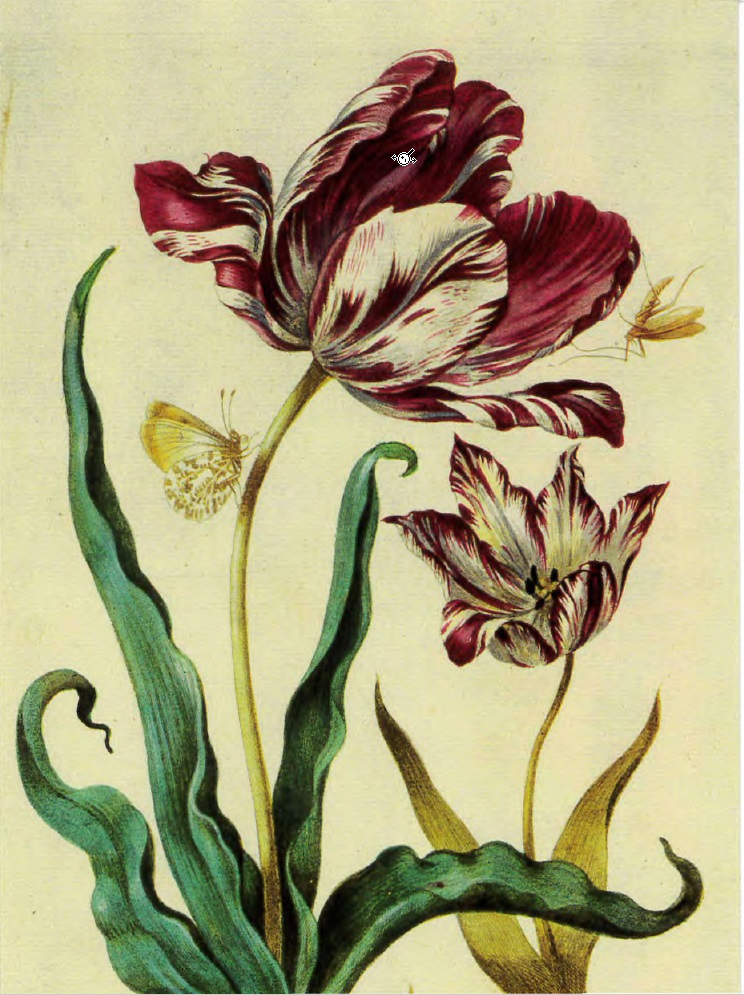
Tulpen uit het Neues Blumenbuch

Dit studieboek was de basis voor haar eerste boek, dat in 1675 verscheen onder de titel Neues Blumenbuch (Nieuw bloemenboek). Hierin werden allerlei bloemen uiterst gedetailleerd weergegeven. In 1677 verschenen nog twee delen. Het gehele boek bestaat uit drie delen van elk elf platen. Ze waren voornamelijk bedoeld als modellenboeken voor andere kunstenaars en voor borduurders (een belangrijk ambacht in die tijd). Merian zal de boeken verder gebruikt hebben als materiaal voor haar leerlingen. In 1678 kreeg ze haar tweede dochter Dorothea Maria, en in 1679 verscheen Der Raupen wunderbare Verwandlung und sonderbare Blumennahrung ('Over de wonderbare verandering van de rupsen en [hun] merkwaardig bloemenvoedsel'), haar tweede grote werk, dat door haar man werd uitgegeven. Het boek was naast kunstzinnig ook wetenschappelijk gericht. In dit boek werd de levenscyclus van verschillende soorten vlinders afgebeeld, met hun voedselplanten. In 1683 verscheen een tweede deel. Voor haar kennis van rupsen, vliegen, muggen en spinnen en de minutieuze weergave kreeg ze lof van de schilder en kunstenaarsbiograaf Joachim von Sandrart.

## Nederlandse tijd
Merian had weinig tijd voor haar man en die had verschillende minnaressen. Na onenigheid binnen de familie over de verdeling van de boedel van haar overleden stiefvader, en misschien ook door verschillen in religieus inzicht, verliet Merian in 1685 haar echtgenoot en trok met haar moeder en dochters naar de stins Walta State in Wieuwerd (Friesland), waar haar halfbroer Caspar Merian woonde. Het slot was oorspronkelijk eigendom van Cornelis van Sommelsdijck, de gouverneur van Suriname en oprichter van de Sociëteit van Suriname. Het was gekocht door drie labadistische freules voor hun geloofsgenoten van hun broer Cornelis.
In het slot was een leef- en werkgemeenschap gevestigd van de Labadisten, een religieuze groepering die leefde naar de ideeën van (de inmiddels al overleden) Jean de Labadie. Ze moesten hun wereldse bezittingen opgeven aan de commune en een huwelijk met iemand van buiten de commune werd niet erkend.
Johann Graff probeerde zijn vrouw tevergeefs tot terugkeer te bewegen en heeft zelf ook nog enige tijd in de commune gewoond. Hij werd hier naar eigen zeggen echter heel slecht behandeld en moest zwaar werk doen waar hij ziek van werd. Ook was het in de commune niet toegestaan om kunst te maken. Merian wilde in die tijd niets meer van haar man weten, hoewel ze officieel nog getrouwd waren. Een poos later probeerde Graff van haar te scheiden om opnieuw te kunnen trouwen, wat in 1692 lukte. Ze ging in deze periode door met het bestuderen van insecten - het bedrijven van wetenschap was wel toegestaan in de commune - en maakte voor het eerst uit de tweede hand kennis met de Surinaamse natuur.
Merian verhuisde een paar jaar later, na de dood van haar broer Caspar in 1686 en die van haar moeder in 1690, in de zomer van 1691 naar Amsterdam, omdat de commune financieel in zwaar weer was geraakt en de leden gevraagd werd om weer voor hun eigen inkomen te gaan zorgen. Ook was in 1689 een epidemie in de commune uitgebroken, waardoor er elke twee weken een lid van de commune overleed. Aangezien de gemeenschap uit ongeveer 300 mensen bestond, was dit een zware slag. Anders dan wel wordt beweerd, zijn Merian en haar dochters nooit van het labadistische geloof afgestapt. In Amsterdam kreeg Merian vooral door haar rupsenboek snel contact met andere natuurliefhebbers en -onderzoekers, zoals Steven Blankaart, waardoor ze toegang kreeg tot volières, rariteitenkabinetten en oranjerieën van rijke particulieren zoals de burgemeester van Amsterdam, Nicolaas Witsen, en Frederik Ruysch, met zeldzame vogels en planten. Haar belangstelling voor de exotische natuur van de tropen werd mede door deze tuinen verder aangewakkerd. Ze zette in Amsterdam onder eigen naam een bedrijfje op dat onder meer pigmenten, penselen, geprepareerde insecten en dieren op sterk water verkocht.

## Naar Suriname

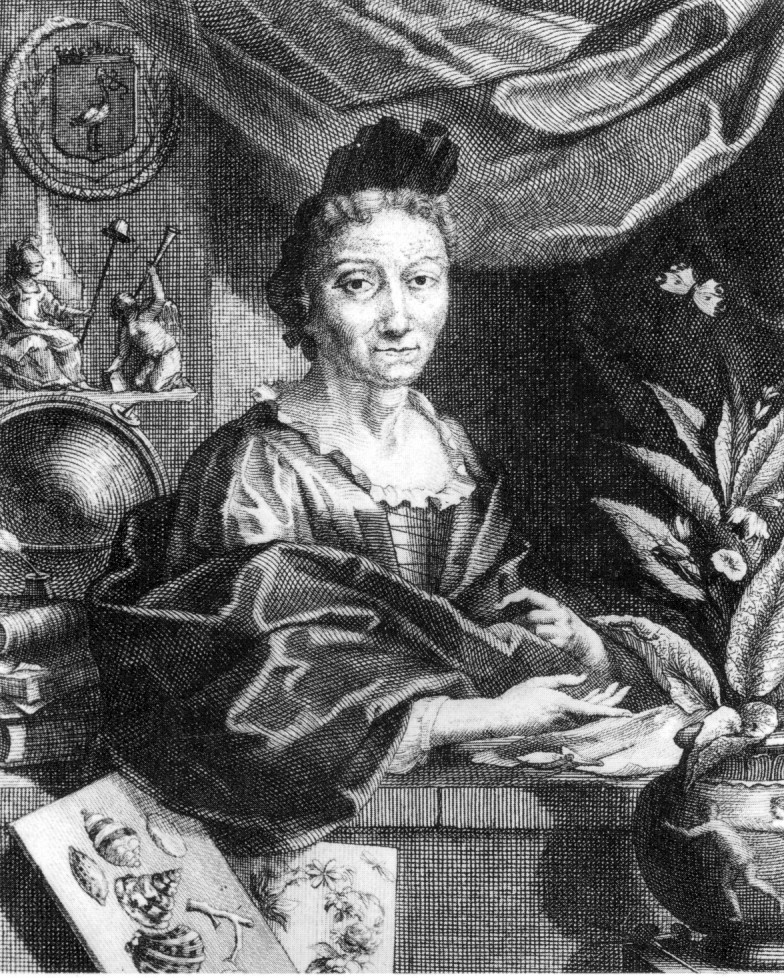
Portret van Maria Sibylla Merian door Jacobus Houbraken, ca. 1700

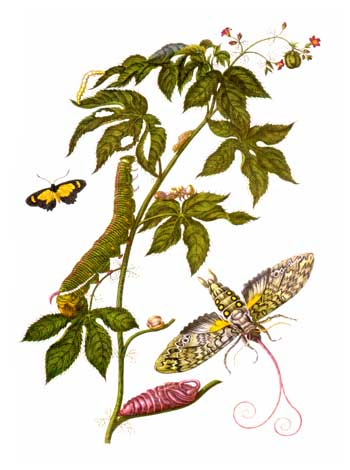
Pagina van haar werk, een Surinaamse pijlstaartvlinder

Merians oudste dochter, Johanna Helena Graff, was gehuwd met Jacob Hendrik Herolt, een labadistische broeder die handelscontacten had met Suriname. In 1699 maakte Merian op 52-jarige leeftijd een reis naar Suriname samen met haar jongste dochter, Dorothea Maria Graff. De bootreis duurde in die tijd twee maanden. Vanuit de hoofdstad Paramaribo trokken de vrouwen divese keren het binnenland in. Merian documenteerde van alles wat ze over de metamorfose van tropische insecten kon ontdekken en vervaardigde tekeningen en aquarellen. In 1701 werd ze echter ziek- wellicht had ze malaria opgelopen - en keerde met haar dochter naar Europa terug. Het was ook belangrijk om snel huiswaarts te keren, omdat een oorlog tussen de Nederlanden, Engeland en Frankrijk dreigde uit te breken die het zeeverkeer voor een groot deel stil zou leggen. Merian nam volgens de passagierslijst van het koopvaardijschip De Vrede een "inheemse Surinaamse" mee. Dat was niet ongewoon. Waarschijnlijk deed ze dit omdat zij in Amsterdam nog gebruik wilde maken van de kennis van deze vrouw voor haar Surinaamse Insectenboek.
Haar tekeningen en schetsen dienden als bron voor een werk in groot formaat over de Surinaamse flora en fauna. Met behulp van Amsterdamse kopergraveurs kon het boek na drie jaar in 1705 in Amsterdam verschijnen. Het hoofdwerk is getiteld: Metamorphosis insectorum Surinamensium. Ze schreef in het voorwoord:
"In het maaken van dit Werk heb ik niet eigenbaatzugtig geweest, zullende vergenoegt zyn, wanneer maar myne gedaane onkosten wederom krijg; ik heb geen onkosten in het uitvoeren van dit Werk gespaart, maar heb de Plaaten door de beroemste Meesters doen snyden, en het beste Papier daartoe genoomen, op dat zo wel aan de Kenders der Kunst, als aan de Liefhebbers der Insecten en Planten plaisier en genoegen zoude geefen, gelyk ik my dan verblyden zal, wanneer ik hoore, dat ik mijn oogmerk berykt, en te gelyk genoegen gegeeven zal hebben."
Er verscheen een Nederlandse (Verandering der Surinaamsche Insecten) en een Latijnse editie.
In 1714 of 1715 kreeg Merian een beroerte en verplaatste zich daarna per rolstoel. De laatste twee en een half jaar van haar leven heeft zij hierdoor niet of nauwelijks kunnen werken. Haar dochters werkten al nauw samen met haar en hebben na haar beroerte haar werk voortgezet.

Tsaar Peter de Grote kocht toen hij in Holland woonde in 1716 en 1717 een aantal van haar werken van haar dochter, Dorothea Maria Graff, en haar echtgenoot Georg Gsell, die zich in de collectie van de wetenschapsacademie in de Hermitage bevinden.

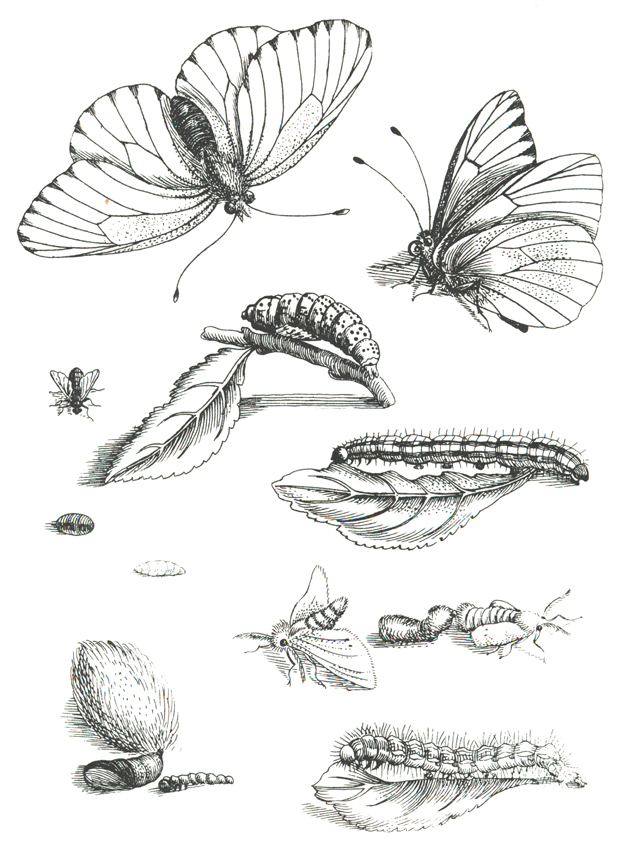
Plaat uit Erucarum Ortus

Het laatste deel van haar leven herwerkte zij eerdere prenten van Europese insecten en planten en maakte nieuwe illustraties. Dit verscheen na haar overlijden 1717 als 'Erucarum Ortus..' Bij haar overlijden werd ze in het overlijdensregister gekenschetst als 'arm', maar kreeg toch een eigen graf.

## Betekenis voor de entomologie

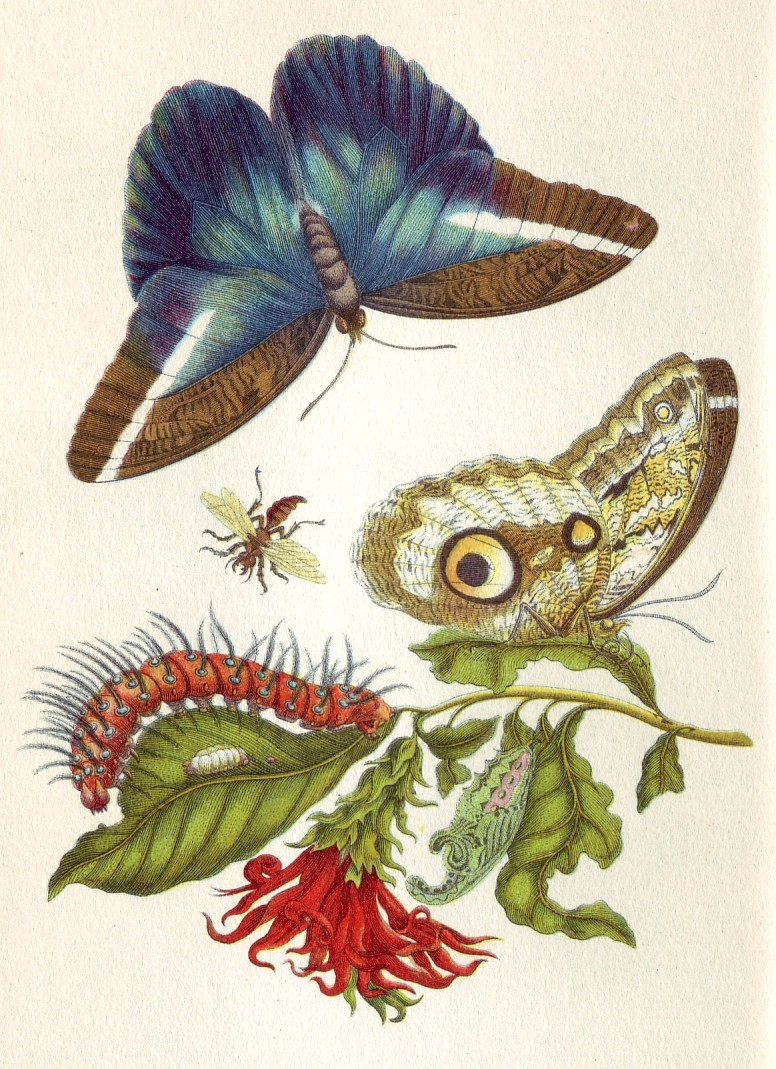
Een afbeelding uit Metamorphosis insectorum Surinamensium

Merian schilderde zeer nauwkeurig; de vlinders in haar boeken zijn van de afbeelding nog steeds te determineren (voor zover het geen vlinders betreft waarbij men daarvoor inwendige ontleding en een microscoop nodig heeft). Dit is zeker niet het geval bij al haar tijdgenoten, ook beroemde, die vlinders schilderden. De circa 150 metamorfosen die zij van Nederlandse en Europese vlinders heeft geschilderd zijn allemaal juist, ofwel: de afgebeelde vlinders en rupsen horen inderdaad bij elkaar. Van ten minste één soort is bekend dat zij 12 jaar lang pogingen heeft gedaan om de rups op te kweken alvorens daarin te slagen. In de Surinaamse afbeeldingen zijn echter vrij veel vergissingen gemaakt in dit opzicht, waarschijnlijk doordat bij het transport terug, toen zij ook ziek was, specimina door elkaar zijn geraakt. Haar werk heeft in belangrijke mate bijgedragen aan het doen verdwijnen van het weliswaar middeleeuwse, maar in haar tijd nog vrij algemeen aangehangen idee van de spontane generatie: dat rupsen nooit spontaan- zelfs niet héél soms! - zomaar uit dode materie ontstonden, was in haar tijd een baanbrekend nieuw inzicht, waaraan haar nauwkeurige beschrijvingen veel hebben bijgedragen. William Harvey had nog maar kort voor haar geboorte de stelling gepubliceerd dat ieder dier uit een ei kwam, en dat was nog niet bewezen. Ook publiceerde Merian mogelijk de eerste waarnemingen van parasitisme en zelfs van hyperparasitisme (waarbij parasieten of parasitoïden zelf weer worden geparasiteerd).

## Slavernij
Inez van Dullemen schreef een biografische roman over haar: "Maria Sibylla. Een ongebruikelijke passie". In dit fictiewerk wordt er aandacht geschonken aan een uit Afrika afkomstige slaafgemaakte vrouw, die in het leven van Merian in Suriname een grote rol krijgt te spelen. Door de belichting van hun persoonlijke band zou Merians kritiek op slavenhouders en slavernij blijken.
Merians kritische houding wordt onderstreept in het Trouw-artikel, gekopt 'Systematisch vóór Linneaus': "De uitvoerige aantekeningen die Maria Sybilla maakt, beperken zich niet alleen tot de insectenwereld. Ze heeft ook een scherp oog voor de sociale misstanden van de slavernij. In een van haar notities maakt ze er melding van met welk kruidenmengsel de als slaven gehouden vrouwen hun kinderen aborteren, zodat die niet de brutaliteiten van de Nederlanders hoeven te doorstaan."
Volgens een NRC-artikel met de titel 'Passie voor kruipsels' schreef ze tijdens haar tweejarige verblijf in Suriname met afschuw over de behandeling van slaven en noteerde ze het recept van de kruidendrank waarmee slavinnen een abortus opwekten om hun kinderen het lot te besparen in slavernij te moeten leven. In haar roman heeft Inez van Dullemen dergelijke aantekeningen van Merian verwerkt en ook gebruik gemaakt van het boek van Natalie Zemon Davis 'Women on the Margins' (1997), waarin een levensbeschrijving van Merian is opgenomen.

## Als naamgever
- Merians naam leeft in het Nederlands voort in de naam van de vlinder meriansborstel, die een sterk behaarde rups heeft.
- Door plaat 18 van de metamorphosis, die een aantal spinnen toont, is zij mogelijk indirect verantwoordelijk voor de naam 'vogelspin'. Er wordt een grote spin afgebeeld die een vogeltje, kennelijk een topaaskolibrie[6], heeft gevangen door deze van het nest te plukken. In de tekst is sprake van 'colobridges' (kolibries) die van het nest zouden worden geplukt.
- In 2018 werd een nieuw ontdekte vlinder naar haar vernoemd: Catasticta sibyllae.[7]
- In 2020 vernoemde de gemeente Amsterdam brug 2297 naar haar: de Maria Sibylla Merianbrug.

## Fictie
- Dieuwke Winsemius: De vlindervrouw : Maria Sibylla Merian : historische roman, 1993
- Inez van Dullemen: Maria Sibylla, een ongebruikelijke passie, 2001
- Ruth Kornberger: De reis van haar leven, 2021

## Film
- Pim Zwier (2025): Metamorfose, film over het leven van Merian, en over de metamorfose van een rups[8]